# Теорема Лагранжа о сумме четырёх квадратов
Теорема Лагранжа о сумме четырёх квадратов — утверждение о том, что всякое натуральное число можно представить в виде суммы четырёх квадратов целых чисел.
Утверждение теоремы впервые появилось в «Арифметике» Диофанта, переведённой на латынь Баше в 1621 году. Важную для теоремы лемму о том, что произведение сумм четырёх квадратов есть сумма четырёх квадратов, доказал Эйлер, который был близок к доказательству самой теоремы Лагранжа; Лагранж доказал теорему в 1770 году.
Теорема является решением проблемы Варинга для степени {\displaystyle n=2}. Поскольку числа вида {\displaystyle 4^{m}(8n+7),} где {\displaystyle {\overline {m,n}}={\overline {0,1,2,\;\ldots }}}, непредставимы суммой трёх квадратов согласно теореме Лежандра о трёх квадратах, то теорема Лагранжа даёт одно из двух известных значений функции Харди {\displaystyle G(2)=4}.
Существует конструктивное доказательство — алгоритм, позволяющий находить такое представление для числа {\displaystyle N} с помощью {\displaystyle O(N^{2}\log _{2}{N})} арифметических операций. Другой вариант доказательства основан на использовании алгебраических свойств кватернионов.
Примеры:
{\displaystyle 3=1^{2}+1^{2}+1^{2}+0^{2}}
{\displaystyle 31=5^{2}+2^{2}+1^{2}+1^{2}}
{\displaystyle 310=17^{2}+4^{2}+2^{2}+1^{2}}
{\displaystyle 9=3^{2}+0^{2}+0^{2}+0^{2}}